# Maurits De Schrijver
Maurits De Schrijver, auch Maurice De Schrijver (* 26. Juni 1951 in Aalst), ist ein ehemaliger belgischer Fußballspieler und -trainer.

## Spielerkarriere

### Verein
De Schrijver kam 1963 zu Eendracht Aalst, wo er die Jugendmannschaften des Klubs durchlief. 1968 debütierte er in der ersten Mannschaft von Aalst, wo er bis 1974 drittklassig spielte.  In jenem Jahr wechselte er zu KSC Lokeren unter dem damaligen Trainer Ladislav Novák. Dieser schulte De Schrijver, der zunächst als Mittelfeldspieler gespielt hatte, zum Verteidiger um. Als Linksverteidiger wurde er zu einer festen Größe bei Lokeren. Er bestritt 295 Spiele und erzielte acht Tore für den Klub, mit dem er 1981 Vizemeister wurde sowie das belgische Pokalfinale und das Viertelfinale im UEFA-Pokal erreichte.
Am 27. Februar 1983 erlitt De Schrijver im Pokalspiel mit Lokeren gegen RWD Molenbeek  bei einem Zweikampf mit Michel De Wolf einen komplizierten Beinbruch. Nachdem er über acht Monate ausgefallen war, verlängerte sich seine Ausfallzeit wegen eines gereizten Nervs um weitere zwölf Monate. Erst am Ende der Saison 1984/85 konnte er sein Comeback für Lokeren feiern. Der damals 34-jährige Verteidiger erreichte jedoch nie wieder sein früheres Niveau.

### Nationalmannschaft
De Schrijver wurde 1977 in den belgischen Kader für das UEFA-Juniorenturnier nominiert, bei dem Belgien als Gastgeberland das Finale durch einen 2:1-Sieg gegen Bulgarien gewann.
Mit 30 Jahren wurde De Schrijver 1981 von Nationaltrainer Guy Thys erstmals in die belgische A-Nationalmannschaft berufen. Seinen ersten Einsatz für die „Roten Teufel“ hatte er am 27. Mai 1982 beim letzten Vorbereitungsspiel vor der Fußball-Weltmeisterschaft 1982 in Spanien gegen Dänemark im Kopenhagener Idrætspark. De Schrijver spielte neben Luc Millecamps zentral in der Abwehr. Belgien verlor das Spiel mit 0:1.
Anschließend wurde er für den belgischen WM-Kader nominiert. Im Eröffnungsspiel gegen Titelverteidiger Argentinien mit Diego Maradona spielte De Schrijver zentral in der Innenverteidigung. Belgien gewann das Spiel überraschend mit 1:0 nach einem Tor von Erwin Vandenbergh. Anschließend kehrte Walter Meeuws ins Team zurück, für den De Schrijver weichen musste. In der zweiten Finalrunde kam er im Spiel gegen die Sowjetunion noch einmal zum Einsatz. De Schrijver wurde nach 65 Minuten durch Marc Millecamps ersetzt. Belgien verlor mit 0:1 und schied aus.
Sein letztes von vier Länderspielen bestritt er am 15. Dezember 1982. De Schrijver wurde kurz vor Ende des EM-Qualifikationsspiels gegen Schottland in der 86. Spielminute für Vandenbergh eingewechselt.

## Trainerkarriere
1986 ließ De Schrijver seine Spielerkarriere als Spielertrainer beim unterklassigen Verein Eendracht Zele ausklingen und arbeitete ab 1987 als Trainer. Von 1988 bis 1998 war er für den Königlichen Belgischen Fußballverband als Scout tätig. Danach trainierte er bis zum Ende seiner Trainerlaufbahn vorwiegend Klubs aus den unteren Ligen, darunter seinen Jugendverein Eendracht Aalst.